# シグナチャー
『シグナチャー～日本を世界の銘醸地に～』は、柿崎ゆうじ 脚本・監督、2021年カートエンターテイメント制作作品。
タイトルの意味は、特別なワインに醸造責任者がサインを入れることを言う。

## 概要
麻井宇介（あさいうすけ）の想いを受け継いで日本ワイン業界を牽引する醸造家、安蔵正弘の半生を描いた作品。

## 主な登場人物
- 安蔵光弘　平山浩行
- 安蔵（水上）正子　竹島由夏
- 浅井（麻井宇介）　榎木孝明
- 大村春夫　辰巳琢郎
- 三村芳成　徳重聡
- 牧野明久　山崎裕太
- 岡村英二　渡辺大
- 内藤明人　出合正幸
- 水上勲　長谷川初範
- 水上はる子　宮崎美子
- 塩沢　板尾創路
- 塩沢の妻　黒沢かずこ
- 高坂慎太郎　篠山輝信
- 小西超　堀井新太
- 謎の男性客　和泉元彌
- ソムリエ　田邉公一
- 佐藤昌史　大鶴義丹
- 菊池香織　伊藤つかさ